# Sitka
City and Borough of Sitka er et by-county i den amerikanske delstat Alaska. Det ligger i den sydøstlige del af delstaten på den vestlige side af Baranof Island i Alexanderarkipelaget ved Stillehavet. Det grænser op mod Skagway-Hoonah-Angoon i nordvest og mod Wrangell-Petersburg i sydøst.
Det totale areal er 12.462 km² hvoraf 5.018 km² er vand.
Countyet blev grundlagt i 1971 og i 2011 havde det 8.952 indbyggere.

## Historie
Området var oprindelig befolket af indfødte tlingit-indianere. Gamle Sitka blev grundlagt i 1799 af Aleksandr Baranov som var guvernør i Russisk Amerika. I 1802 blev de fleste af de russiske indbyggere dræbt af en gruppe tlingit-indianere da de ødelagde byen. Baranov måtte betale en løsesum på 10.000 rubler for frit lejde for sig selv og de overlevende af nybyggerne.
Baranov returnerede til Sitka i 1804 med en stor styrke af russere og aleuter om bord på det russiske krigsskib "Neva". Skibet bombarderede de indfødtes byer og tvang tlingiterne til retræte ind i de omkringliggende skove. Efter den russiske sejr i Slaget ved Sitka etablerede russerne sig der permanent og oprettede fortet "Novo Arkhangelsk" ("Ny Arkhangelsk", opkaldt efter den største by på Baranovs hjemegn). I 1808 blev Sitka udpeget som hovedstad i Russisk Amerika.
Sitka-Gran er opkaldt efter Sitka Island, der er et andet navn for Baranof Island.

## Kultur
Filmen The Proposal fra 2009, med Sandra Bullock og Ryan Reynolds i hovedrollerne, foregår primært i Sitka, selv om filmen for størstedelens vedkommende er optaget i Rockport, Massachusetts.
Michael Chabons The Yiddish Policemen's Union (2007, Det jiddische politiforbund (2007 på dansk)) foregår i Sitka, der i romanen er en jødisk millionby.